# Dégradation des ARNm non-sens

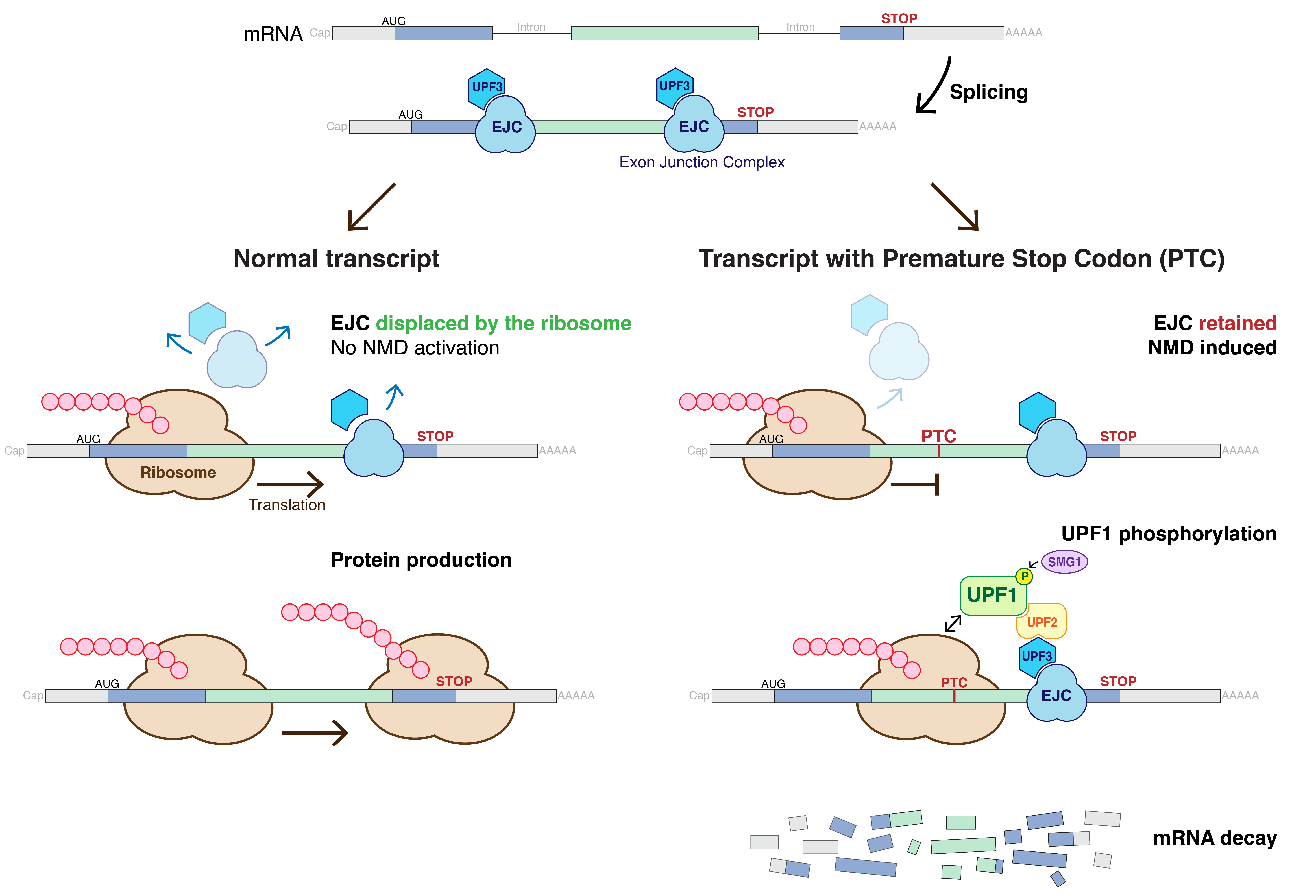
Voie canonique de dégradation des ARNm non-sens.

La dégradation des ARNm non-sens ou  nonsense-mediated decay (NMD) est un mécanisme de contrôle qualité des ARN messagers cellulaires chez les eucaryotes. Il vise à éliminer les ARNm qui comportent un codon stop prématuré, résultant soit d'une erreur de transcription, soit d'une mutation, soit encore d'une erreur d'épissage. Ceci permet d'éviter la production de protéines tronquées qui pourraient avoir des effets délétères pour la cellule (de type dominant négatif par exemple). Ce processus prend place dans le cytoplasme des eucaryotes. Chez les bactéries et dans les plastes, le contrôle qualité de la traduction d'ARN messagers défectueux s'effectue par mécanisme différent, appelé trans-traduction et faisant intervenir l'ARNtm.

## Mécanisme
Dans les ARN messagers eucaryotes, le codon stop qui termine le cadre de lecture ouvert est majoritairement situé dans le dernier exon. Le NMD est un mécanisme qui se déclenche lorsqu'il existe un codon stop précoce dans l'ARNm qui soit localisé en amont du dernier exon. Ceci peut résulter d'une mutation ou d'une erreur de maturation ou d'épissage.
Chez les mammifères, lors de l'épissage de l'ARN pré-messager, des complexes protéiques, appelés Exon Junction Complexes ou EJCs, sont déposés à proximité immédiate des jonctions entre exons et l'ARN maturé est exporté dans le cytoplasme avec ses EJC. Au cours de la traduction, les EJC sont enlevés par un ribosome. En situation normale, lorsque le ribosome atteint un codon stop, tous les EJC présents sur l'ARNm ont été déplacés puisque les codons stops normaux sont situés le plus souvent en aval du dernier EJC. En cas de codon stop prématuré, il peut rester des EJC en aval de ces codons, entre le ribosome et l'extrémité 3' de l'ARN messager. Ceci déclenche la dégradation de l'ARNm par NMD dans un processus qui fait intervenir le complexe de décoiffage des ARNm (DCP2/DCP1a), l'exonucléase 5'-3' XRN1, l'endonucléase SMG6 et la déadénylation de l'ARNm.
Des éléments autres que l'EJC peuvent stimuler la dégradation par NMD tels que la présence d'une région 3' non traduite anormalement longue, les codons sélénocystéine, les cadres ouvert de lecture présents dans la région 5' non traduite ("uORF") ou un décalage programmé du cadre de lecture (« frameshift »).